# Grande Prêmio do Japão de 2002
Resultados do Grande Prêmio do Japão de Fórmula 1 (formalmente XXVIII Fuji Television Japanese Grand Prix) realizado em Suzuka em 13 de outubro de 2002. Décima sétima e última etapa da temporada, foi vencido pelo alemão Michael Schumacher, que subiu ao pódio junto a Rubens Barrichello numa dobradinha da Ferrari, com Kimi Räikkönen em terceiro pela McLaren-Mercedes.

## Resumo
- Últimas corridas de Alex Yoong, Allan McNish, Mika Salo e Eddie Irvine.
- Primeiros pontos de Takuma Sato.
- No treino classificatório, Allan McNish sofreu um violento acidente na curva 130R; seu Toyota TF102 perdeu o controle e bateu forte no guard-rail. Classificado em décimo-oitavo, o escocês não largou por conta dos danos em seu carro.
- Michael Schumacher consegue o feito de terminar todas as corridas do ano no pódio e tendo a pior posição um único terceiro lugar no Grande Prêmio da Malásia em 2002 e não obteve nenhum abandono no ano.

## Resultados

### Treino de classificação
| Pos.   | Nº | Piloto               | Equipe           | Volta mais rápida | Diferença |
| ------ | -- | -------------------- | ---------------- | ----------------- | --------- |
| 1      | 1  | Michael Schumacher   | Ferrari          | 1:31.317          |           |
| 2      | 2  | Rubens Barrichello   | Ferrari          | 1:31.749          | + 0.432   |
| 3      | 3  | David Coulthard      | McLaren-Mercedes | 1:32.088          | + 0.771   |
| 4      | 4  | Kimi Räikkönen       | McLaren-Mercedes | 1:32.197          | + 0.880   |
| 5      | 5  | Ralf Schumacher      | Williams-BMW     | 1:32.444          | + 1.127   |
| 6      | 6  | Juan Pablo Montoya   | Williams-BMW     | 1:32.507          | + 1.190   |
| 7      | 10 | Takuma Sato          | Jordan-Honda     | 1:33.090          | + 1.773   |
| 8      | 9  | Giancarlo Fisichella | Jordan-Honda     | 1:33.276          | + 1.959   |
| 9      | 11 | Jacques Villeneuve   | BAR-Honda        | 1:33.349          | + 2.032   |
| 10     | 15 | Jenson Button        | Renault          | 1:33.429          | + 2.112   |
| 11     | 14 | Jarno Trulli         | Renault          | 1:33.547          | + 2.230   |
| 12     | 7  | Nick Heidfeld        | Sauber-Petronas  | 1:33.553          | + 2.236   |
| 13     | 24 | Mika Salo            | Toyota           | 1:33.742          | + 2.425   |
| 14     | 16 | Eddie Irvine         | Jaguar-Cosworth  | 1:33.915          | + 2.598   |
| 15     | 8  | Felipe Massa         | Sauber-Petronas  | 1:33.979          | + 2.662   |
| 16     | 12 | Olivier Panis        | BAR-Honda        | 1:34.192          | + 2.875   |
| 17     | 17 | Pedro de La Rosa     | Jaguar-Cosworth  | 1:34.227          | + 2.910   |
| 18     | 25 | Allan McNish         | Toyota           | 1:35.191          | + 3.874   |
| 19     | 23 | Mark Webber          | Minardi-Asiatech | 1:35.958          | + 4.641   |
| 20     | 22 | Alex Yoong           | Minardi-Asiatech | 1:36.267          | + 4.950   |
| Fonte: |    |                      |                  |                   |           |

### Corrida
| Pos.   | Nº | Piloto               | Construtor       | Voltas | Tempo/Diferença        | Grid | Pontos |
| ------ | -- | -------------------- | ---------------- | ------ | ---------------------- | ---- | ------ |
| 1      | 1  | Michael Schumacher   | Ferrari          | 53     | 1:26:59.698            | 1    | 10     |
| 2      | 2  | Rubens Barrichello   | Ferrari          | 53     | + 0.506                | 2    | 6      |
| 3      | 4  | Kimi Räikkönen       | McLaren-Mercedes | 53     | + 23.292               | 4    | 4      |
| 4      | 6  | Juan Pablo Montoya   | Williams-BMW     | 53     | + 36.275               | 6    | 3      |
| 5      | 10 | Takuma Sato          | Jordan-Honda     | 53     | + 1:22.694             | 7    | 2      |
| 6      | 15 | Jenson Button        | Renault          | 52     | + 1 volta              | 10   | 1      |
| 7      | 7  | Nick Heidfeld        | Sauber-Petronas  | 52     | + 1 volta              | 12   |        |
| 8      | 24 | Mika Salo            | Toyota           | 52     | + 1 volta              | 13   |        |
| 9      | 16 | Eddie Irvine         | Jaguar-Cosworth  | 52     | + 1 volta              | 14   |        |
| 10     | 23 | Mark Webber          | Minardi-Asiatech | 51     | + 2 voltas             | 19   |        |
| 11     | 5  | Ralf Schumacher      | Williams-BMW     | 48     | Motor                  | 5    |        |
| Ret    | 17 | Pedro de La Rosa     | Jaguar-Cosworth  | 39     | Transmissão            | 17   |        |
| Ret    | 9  | Giancarlo Fisichella | Jordan-Honda     | 37     | Motor                  | 8    |        |
| Ret    | 14 | Jarno Trulli         | Renault          | 32     | Problema mecânico      | 11   |        |
| Ret    | 11 | Jacques Villeneuve   | BAR-Honda        | 27     | Motor                  | 9    |        |
| Ret    | 22 | Alex Yoong           | Minardi-Asiatech | 14     | Spun-off               | 20   |        |
| Ret    | 12 | Olivier Panis        | BAR-Honda        | 8      | Problema mecânico      | 16   |        |
| Ret    | 3  | David Coulthard      | McLaren-Mercedes | 7      | Problema no acelerador | 3    |        |
| Ret    | 8  | Felipe Massa         | Sauber-Petronas  | 3      | Acidente               | 15   |        |
| DNS    | 25 | Allan McNish         | Toyota           | -      | Acidente no treino     | 18   |        |
| Fonte: |    |                      |                  |        |                        |      |        |

## Tabela do campeonato após a corrida
| Pos.   | Piloto             | Pontos |
| ------ | ------------------ | ------ |
| 1      | Michael Schumacher | 144    |
| 2      | Rubens Barrichello | 77     |
| 3      | Juan Pablo Montoya | 50     |
| 4      | Ralf Schumacher    | 42     |
| 5      | David Coulthard    | 41     |
| Fonte: |                    |        |

| Pos.   | Equipe           | Pontos |
| ------ | ---------------- | ------ |
| 1      | Ferrari          | 221    |
| 2      | Williams-BMW     | 92     |
| 3      | McLaren-Mercedes | 65     |
| 4      | Renault          | 23     |
| 5      | Sauber-Petronas  | 11     |
| Fonte: |                  |        |

- Nota: Somente as primeiras cinco posições estão listadas e os campeões da temporada surgem grafados em negrito.